# 仮想世界
仮想世界（かそうせかい）とはコンピューターネットワークサービスの一つである。
なお、コンピュータ上にではなく、自分の意識の上で、あるいは可能性としてのみ存在する仮想世界を考えることもできるが記事構成の都合上ここでは取り上げないこととする。

## 概要
野村総合研究所によると英語ではVirtual Worldと呼ばれるコンピューターネットワークサービスの一つである。
そのうちの仮想現実は、コンピュータ上に構築された現実を模した「世界」であると考えることができる。また、現実とは違った法則（物理法則など）を設定した世界を作り出すことも考えられる。
仮想世界の代表格のサービスが米リンデンラボが運営するSecondLifeで、知名度向上には貢献したものの、機能制約が多く自由な利用が難しかった。またユーザー数増加に従いセキュリティ面にも課題を残した。

## 歴史
1985年にルーカスアーツが運営していたLucasfilm's Habitat（日本では1990年の富士通Habitat）が初とされる。
2000年ごろから始まり、2006年ごろから話題になり聡明期になり、2007年後半SecondLifeは順調に伸びていたユーザー数が頭打ちになった。その後はコンピューターネットワーク上のサービスが増え、マルチバース化すると予測していた。

## マルチバース
2009年当時の未来予測によるとSecondLife等以外にも
- イントラマルチバース - 企業内仮想世界
- エクストラマルチバース - 企業間仮想世界
- 仮想空間 - 特定の目的のために用意された狭い部屋

が想定されていた。それらは2010年頃には相互に連携されるようになるとされた。

## 各言語によるニュアンスの違い
現在、「仮想」という言葉の使われ方は混乱している。この混乱は、「Virtual」という英単語に「仮想」という日本語単語を当てはめたために生じている。元々「Virtual」を「仮想」と訳すのは力学用語で用いられていたが、それが一般にも広まったものと考えられる。
日本語の「仮想」という言葉は「仮の想定、想像」というニュアンスが強い。一方、英語の Virtual には「事実上の、実質上の」というニュアンスがあり、仮の想像というわけではない。
例えば先の仮想現実（Virtual reality）は、単なる「想像された現実」ではなく、「これまで現実と呼ばれてきたものとは異なるが事実上の現実」ということである。特にコンピュータの世界では「仮想」とはこのような積極的な意味を持っているため、「仮想世界」という言葉がコンピュータに関する文脈で出てきたときは、単なる想像世界以上のことを意味していることに注意しなければならない。

## 主なサービス
- SecondLife